# Livet - en brugsanvisning
Livet – en brugsanvisning (La vie mode d'emploi, 1978) er en roman af den franske forfatter Georges Perec. Den er oversat til dansk af Frants Iver Gundelach i 1999.

## Formen
Uden at tage forfatterens eller Oulipobevægelsens teorier i betragtning kan Livet beskrives som en ny form for frihed og en ny form for bundethed. Friheden er iøjnefaldende i valg af materiale, idet et utal af skriftlige former indgår som råmateriale. F.eks.  adskillige klip af videnskabelig specialistjargon og en del teknisk litteratur. De tekster optræder ikke som en nuancering af bogens normale sprog, men antræffes i hele blokke, som var det autentiske klip fra publikationer. Endvidere møder man små annoncer, skilte og opslag, katalogtekster fra postordrefirmaer og meget mere. Desuden tillader forfatteren sig  digressioner. Talrige gange kommer vi ind på en sekundær handling gennem beskrivelsen af et billede på væggen eller af en tryksag, som en af personerne læser, og som flyder på et bord. Læsningen er let og spændende, men det kræver opmærksomhed at bevare en konstant bevidsthed om, man er i den overordnede handling eller i en digression. 
Hvad angår bundetheden, har Perec bygget strukturen på nogle strenge regler om hyppige formskift. I sekundærhandlingerne er der detektiv- og hævnhistorier og slægtsdramaer. Disse hyppige og voldsomme formskift leder tanken hen på barokoperaer eller på Jules Vernes jordskælv eller oversvømmelser i hvert bind. 
Perec citerer hyppigt Jules Verne og operaer. Således er bogens motto et citat fra Vernes Zarens Kurér: "Se med begge dine øjne, se!". Men i modsætning til disse forbilleder er der hos Perec ingen lyriske episoder, og hele romanen holder lysårs afstand til sentimentaliteten. Formen er båret af en hårfin balance mellem ironi og realisme.

## Huset
Bogen beskriver i en sindrig struktur beboerne i en opgang i en borgerlig ejendom i Paris. Lejlighed for lejlighed, værelse for værelse, føres læseren rundt efter en plan, Perec har lånt fra matematikken (springerproblemet). Huset har ti etager med hver ti rum, og fortællingerne bevæger sig som springeren på et skakbræt, her udvidet til 10x10 felter. Nogle beboere møder man kun en enkelt gang, mens andre dukker op på kryds og tværs som bifigurer i hinandens liv og kapitler.

## Handlingen
Bartlebooth er den af beboerne, forfatteren ofrer mest opmærksomhed. Den britiske rigmands livsprojekt er at gennemføre en opgave, hvis mål er at opløse sig selv, samtidig med at den bruger al hans tid og hele hans formue. Opgaven er sat til at tage 50 år. Opgaven kræver mange involverede og en del opfindelser. Kunsthåndværkeren Gaspard Winckler, der ønsker at hævne sig på rigmanden, forsinker ham imidlertid. Hans navn synes at være valgt for at associere til Herman Melvilles novelleperson, Bartleby, som har en slagside (Bartleby vil selv bestemme, hvad han skal gøre i livet), der skaber store problemer for hans omgangskreds. Personerne i opgangen skildres ikke mindst gennem en beskrivelse af deres ejendele. Adskillige af beboerne er eller har været samlere, og Bartlebooth' livsopgave er et særpræget samlerprojekt. Hverken kunstneren Valène eller håndværkeren Winckler er  samlere, men deres liv er domineret, måske ødelagt, af Bartlebooth-projektet.

## Budskabet
Romankunstens udvikling i retning af at skjule, forklæde eller modsige forfatterens budskab, så læseren har indtryk af selv at finde det... tager i denne roman et stort skridt fremad. Det er umuligt at få noget ud af Livet.. uden en personlig involvering og søgen under læsningen. Skønt Perec foregiver, at romanen er et objektivt billede af livet snarere end et beskrivelse af forfatterens livsholdning, så er det naturligvis relativt og udtryk for en personlig vilje til at træde i baggrunden. Forfatteren er tilstede og udtrykker sig overalt. Budskabet skjuler sig ikke mindst i valget af personer. Der bor ikke en mangemillionær og to ægte kunstnere (vi taler ikke om den verdensberømte maler Hutting, men om Valène og Winckler) i hver parisisk opgang! Tværtimod er dette sammentræf temmelig usandsynligt, men forfatteren havde brug for at sætte disse menneskers livsholdninger op mod hinanden. I en tidligere bog, W eller Erindringen om en barndom, optræder navnet Gaspard Winckler og det symbol, W, der på sidste side afleveres som en nøgle til Livet.... De to bøger er sammenhængende – måske indbyrdes nødvendige. W... er imidlertid både selvbiografisk og samfundskritisk. Dens sigte er vel fascismen, men budskabet iklædes en form, i hvilken det er sportsverdenen, der kunne være den skyldige. I de to bøger fremtræder det moderne menneskes svaghed for at samle og for at organisere spil og kappestrid, som tendenser i den erindrende drengs omgivelser – aktiviteter han har været tvunget til at tage stilling til. En mulig inspirationskilde er den fascistudklækkende drengekostskole i Musils roman Den unge Törless, der ligger i byen W. Læseren skal bringes til at erindre den dreng han selv var, som samlede på frimærker, Richs billeder... og ville have den lokale fodboldklubs logo broderet på en undertrøje. Hvorfor forlod vi i otteårsalderen en tilværelse baseret på menneskelige værdier til fordel for disse mærkelige afguder? Perec var i øvrigt selv Go-spiller, og han udgav en bog om dette orientalske spil.